# Barrinaire i Fonedor

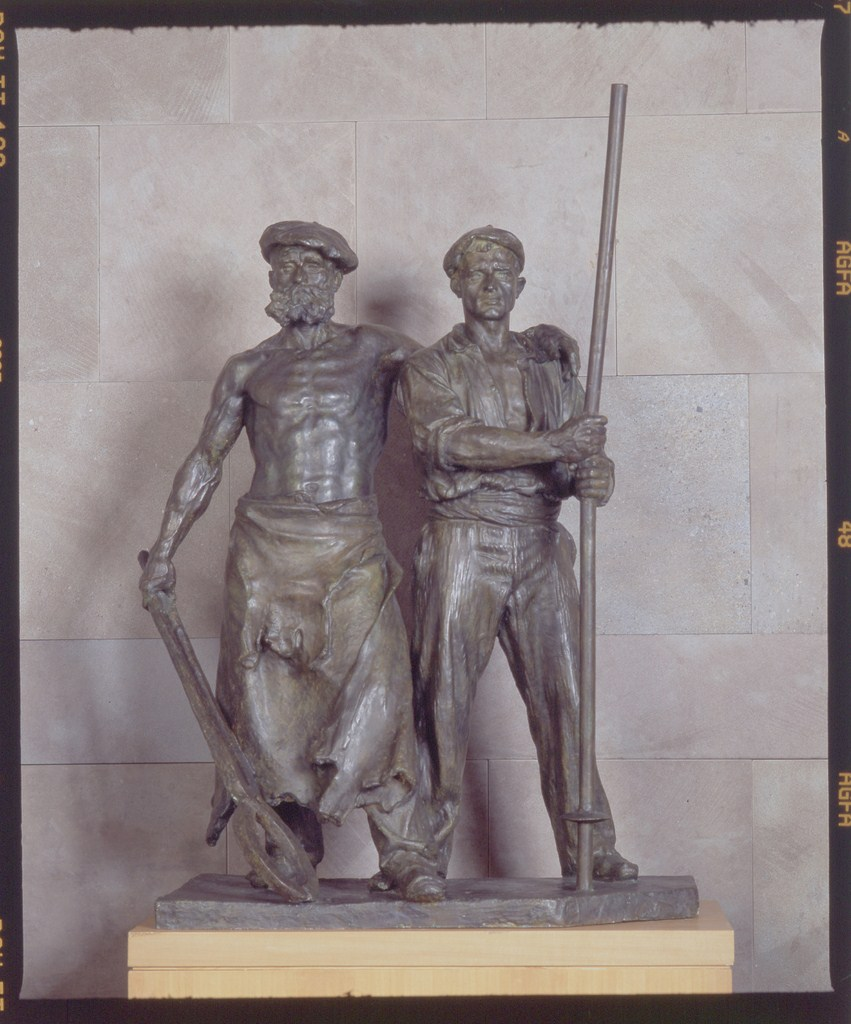
Artista: Miquel Blay i Fàbrega.
Data creació: 1903.
Període/ Estil: Realisme.
Material: Bronze i guix.
Dimensions: 114 x 80 x 38 cm.
Ubicació: Museu de la Garrotxa, Olot.
Plaça del Solar, Portugalete.
Museu d' Art Modern.

Barrinaire i Fonedor és un fragment del Monument a Víctor Chávarri. És una escultura de bronze de 1903 de Miquel Blay i Fàbrega. Es va fer una altra versió, també de bronze, a la Foneria Bussot l'any 1986. Aquesta escultura es pot trobar al Museu de la Garrotxa d'Olot. La fosa en bronze d'aquest exemplar es va fer a partir de la peça de guix del Museu de la Garrotxa amb motiu de l'exposició homenatge del Cinquantenari de la Mort de Miquel Blay Fàbrega. Se'n coneixen diversos exemplars petits, de guix i bronze, i un exemplar gran de guix del MAM.

## Tema
Representen els treballadors dels Altos Hornos de Biscaia. Dos homes forts amb la indumentària del seu treball, el barrinaire que extreu la matèria primera i el fonador que la transforma.

## Descripció
Grup de dos homes drets. Un amb el tors nu i una mena de davantal de pell, porta unes grosses tenalles a la mà dreta i amb el braç esquerra agafa per les espatlles l'altre home. Aquest segon home va vestit com de camperol i aguanta un pal llarg al seu davant. Modelat acurat i minuciós, cada detall està cuidat, res no es menysprea.

## Exposicions
Aquest exemplar es va exposar:
- Cinquantenari de la mort de Miquel Blay i Fàbrega, Escola de Belles Arts d'Olot, 11 juliol- 17 agost de 1986.
- Modernisme i Catalunya, Estocolm, 1989.

Un exemplar es va exposar:
Figurava a la Sala Blay del Museu Arqueològic d'Olot.
- Exposición General de Bellas Artes e Indústrias Artísticas, Madrid, 1904.
- V Exposició Internacional de Belles Arts, Barcelona, 1907.
- Sesqui- Centenial International Exposition in the United States, Filadèlfia, 1926.
- Exposició Commemorativa del 1er Centenari del Naixement de Miquel Blay i Fàbrega, Olot, setembre de 1966.